# 圣埃斯特万-德萨斯罗维拉斯
圣埃斯特万-德萨斯罗维拉斯（西班牙語：San Esteban de Sasroviras，加泰隆尼亞語發音：[ˈsant əsˈteβə səzruˈβiɾəs]）是西班牙加泰罗尼亚巴塞罗那省的一个市镇。总面积19平方公里，总人口7546人（2013年），人口密度408.6人/平方公里。